# NGC 1771
NGC 1771 este o intermediate spiral galaxy⁠(d) situată în constelația Peștele de Aur. A fost descoperită în 25 decembrie 1837 de către John Herschel. Se află la o distanță de 69,82 de megaparseci de Pământ.